# Défluent
 (décembre 2015).
Si vous disposez d'ouvrages ou d'articles de référence ou si vous connaissez des sites web de qualité traitant du thème abordé ici, merci de compléter l'article en donnant les références utiles à sa vérifiabilité et en les liant à la section « Notes et références ».

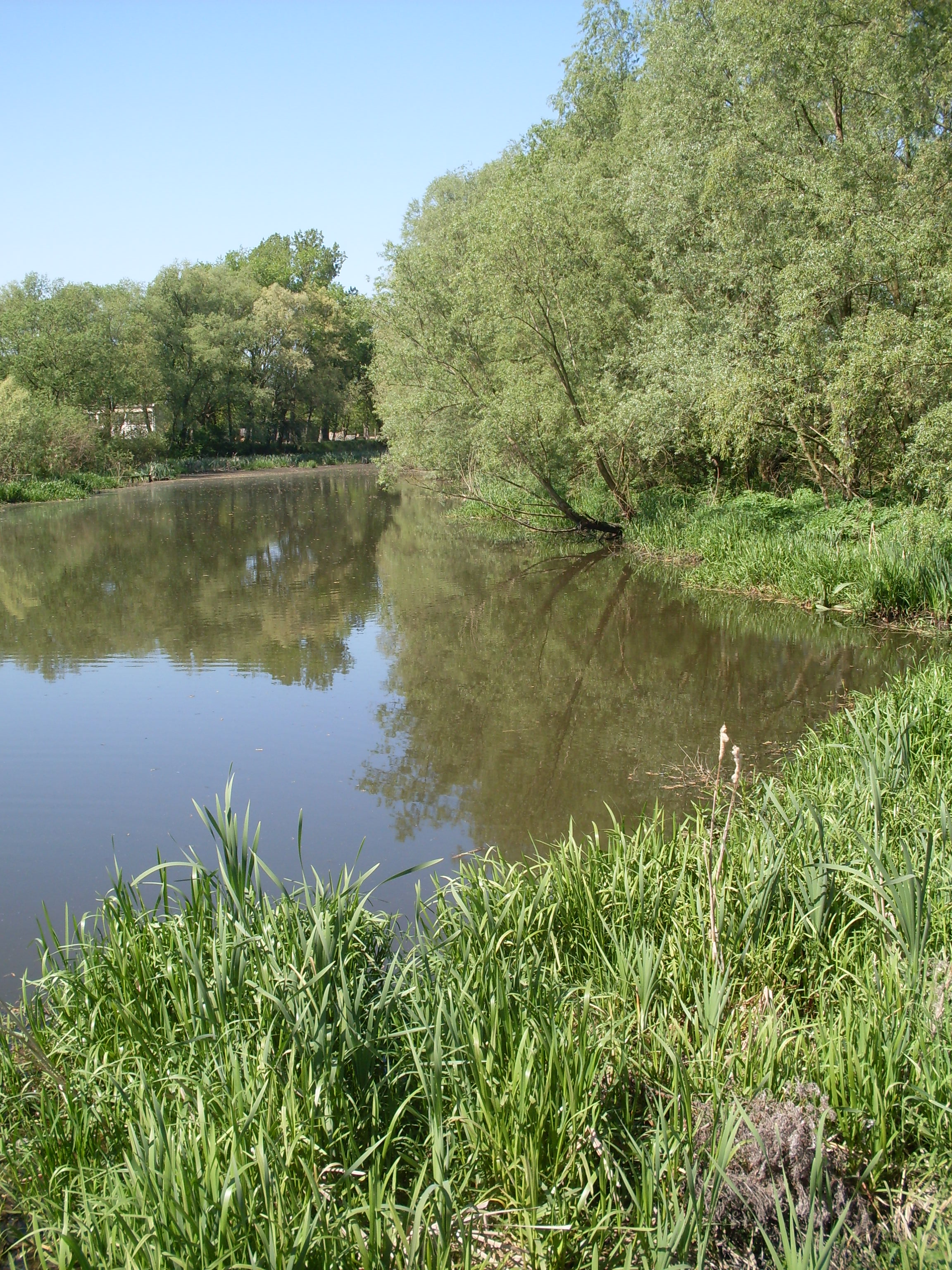
La Łarpia est un bras de l'Oder qui s'en détache à Police, en Pologne, et se jette dans la mer Baltique.

Un défluent est un cours d'eau né d'une diffluence d'un cours d'eau principal en un bras qui s'en éloigne et ne le rejoint pas en aval.
Courant dans les deltas, un défluent peut également exister lorsqu'un cours d'eau passe près d'un lac, d'un océan ou d'un autre cours d'eau, voire par simple bifurcation du cours. Un exemple extrême est le canal de Casiquiare, au Venezuela : issu de l'Orénoque, il rejoint le bassin de l'Amazone, changeant complètement de bassin versant.

## Exemples

### Afrique
- Le Nil possède deux défluents, les bras de Rosette et Damiette, qui forment le delta du fleuve.
- L'Okavango se termine en de nombreux défluents d'un large delta intérieur.

### Amérique du Nord
- L'Atchafalaya est un défluent du Mississippi et de la Rivière Rouge du Sud. L'Atchafalaya prend une route plus directe que le Mississippi vers le golfe du Mexique et a capturé une quantité croissante du flux au cours du temps, y compris celui de la Rivière Rouge du Sud qui était initialement un simple affluent du Mississippi. Cette quantité est régulée par un barrage depuis 1963.
- La Teton River se sépare en deux branches, la Teton du Nord et la Teton du Sud, qui rejoignent l'Henrys Fork (en), dans l'Idaho, à quelques kilomètres d'intervalle.
- Le North Two Ocean Creek se sépare en deux défluents, Pacific Creek (en) et Atlantic Creek, dont les eaux aboutissent chacune dans un océan différent.
- Le Divide Creek (en) se sépare au niveau de Ligne continentale de partage des eaux d'Amérique du Nord au col du Cheval-qui-Rue (Kicking Horse Pass) en deux défluents, l'un vers l'océan Atlantique via la Bow River, l'autre vers l'océan Pacifique via la Kicking Horse River.

### Amérique du Sud
- Le Casiquiare, au Venezuela, est un défluent de l'Orénoque de plus de 300 km qui rejoint le Rio Negro, lequel se jette ensuite dans l'Amazone. Il s'agit comme le canal de l'Augine en Europe d'un défluent qui passe d'un bassin versant à un autre.

### Asie
- La Kollidam, défluent de la Kâverî, en Inde.
- L'Hooghly, branche occidentale du Gange.
- La Munneru, défluent de la Krishnâ.
- La Tha Chin, défluent de la Chao Phraya (Thaïlande).

### Europe
- L'Akhtouba, défluent de la Volga en Russie.
- La Łarpia, défluent de l'Oder à Police, en Pologne.
- La Nogat, défluent de la Vistule en Pologne.
- Le Rhin possède trois défluents principaux qui se jettent dans la mer du Nord : l'IJssel, le Waal et le Rhin inférieur. L'IJssel bifurque vers le nord tandis que les deux autres se dirigent vers l'ouest et changent plusieurs fois de nom avant l'embouchure.
- La Tärendöälven, dans le nord de la Suède, est un défluent du Torne qui rejoint le Kalixälven après plus de 50 km.
- Le Grand Drin, défluent du Drin, dans les Balkans.
- Le canal de l'Augine, défluent du Nozon, en Suisse. Le défluent passe d'un bassin versant à un autre : le Nozon fait partie du bassin du Rhin, tandis que l'Augine fait partie du bassin du Rhône.
- Le Malý Dunaj se sépare du Danube à Bratislava, puis se jette dans l'un de ses affluents (le Váh) 70 km plus loin.
- Le Petit Rhône, qui se sépare du Rhône en amont de la ville d'Arles, pour former le delta de la Camargue.
- Le ruisseau des Auges, près de Sézanne, est un défluent artificiel du Grand Morin. Il est issu d'une dérivation de ce dernier au niveau de Mœurs-Verdey et s'écoule ensuite dans l'Aube via la Superbe.